# Leonardville
Leonardville es una ciudad ubicada en el condado de Riley en el estado estadounidense de Kansas. En el año 2010 tenía una población de 449 habitantes y una densidad poblacional de 641,43 personas por km².

## Geografía
Leonardville se encuentra ubicada en las coordenadas 39°21′48″N 96°51′34″O / 39.36333, -96.85944 (39.363273, -96.859571).

## Demografía
Según la Oficina del Censo en 2000 los ingresos medios por hogar en la localidad eran de $31,875 y los ingresos medios por familia eran $38,750. Los hombres tenían unos ingresos medios de $26,250 frente a los $20,469 para las mujeres. La renta per cápita para la localidad era de $16,327. Alrededor del 9.0% de la población estaban por debajo del umbral de pobreza.